# Commission des revendications indiennes
La Commission des revendications indiennes (en anglais : Indian Claims Commission) était une commission américaine chargée des relations entre le gouvernement fédéral des États-Unis et les tribus amérindiennes. Elle fut établie en 1946 par le Congrès américain afin de recevoir les plaintes des Amérindiens. Il s'agissait de récompenser l'engagement amérindien dans la Seconde Guerre mondiale et d'offrir des compensations financières en contrepartie des territoires perdus au XIXe siècle. La fondation de la commission provoqua le développement des recherches ethnologiques sur les peuples amérindiens et à la création de l'American Society for Ethnohistory.
La commission fut dissoute en 1978.